# Brzeziny (Olesno)
Pour les articles homonymes, voir Brzeziny (homonymie).
Brzeziny est une localité polonaise de la gmina de Praszka, située dans le powiat d'Olesno en voïvodie d'Opole.